# Edmund Boniewicz
Edmund Boniewicz, SAC (ur. 1 października 1919 w Murzynnie k. Inowrocławia – zm. 7 maja 2006 w Częstochowie), ksiądz pallotyn, duszpasterz, propagator kultu maryjnego i miłosierdzia Bożego.

## Życie
Święcenia kapłańskie przyjął z rąk biskupa Stanisława Rosponda 27 maja 1945 w Krakowie.
W ostatnich latach życia ciężko chorował, będąc praktycznie przykutym do łóżka. Zmarł 7 maja 2006
Obrzędom pogrzebowym ks. Boniewicza, które miały miejsce 10 maja 2006 w Dolinie Miłosierdzia w Częstochowie, przewodził tamtejszy metropolita, abp Stanisław Nowak. Ciało ks. Boniewicza złożono w grobowcu na cmentarzu św. Rocha w Częstochowie.

## Praca duszpasterska
Ks. Edmund Boniewicz był inicjatorem jednego z pierwszych sanktuariów Miłosierdzia Bożego – Doliny Miłosierdzia w Częstochowie.
Głosił orędzie Miłosierdzia Bożego w krajach ZSRR w czasach reżimu komunistycznego.
Był uważany za nieformalnego ogólnopolskiego moderatora Ruchu Miłosierdzia Bożego.
Ks. Stefan Duda CR – były kustosz Sanktuarium Miłosierdzia Bożego w Gdańsku – uważa, że ks. Boniewicz przyczynił się do ustanowienia Święta Miłosierdzia Bożego w Kościele powszechnym.
Prowadził liczne rekolekcje parafialne i dni skupienia dla sióstr zakonnych, audycje w Radiu Fiat i Radiu Jasna Góra oraz publikował artykuły w Tygodniku Niedziela i w Naszym Dzienniku.
Posługę kapłańską sprawował w: Chełmnie, Wałbrzychu, Poznaniu, Częstochowie, Warszawie, Otwocku, Zakopanem.
Przez ponad dwadzieścia lat był spowiednikiem i kierownikiem duchowym prymasa, kard. Stefana Wyszyńskiego i to on udzielał mu sakramentu chorych na dzień przed jego śmiercią.

## Publikacje
- Kult Miłosierdzia Bożego, Częstochowa 1982.
- Bóg jest miłosierdziem, Częstochowa 1995. ISBN 83-901962-2-0
- Głośmy orędzie Bożego Miłosierdzia. Czytania na temat dziejów i rozwoju kultu, Częstochowa 1999. ISBN 83-86076-93-3, wyd. II, Częstochowa 2000. ISBN 83-88389-10-6